# Sierra de Peña de Francia
Sierra de Peña de Francia är en bergskedja i Spanien.   Den ligger i provinsen Provincia de Salamanca och regionen Kastilien och Leon, i den centrala delen av landet, 200 km väster om huvudstaden Madrid.